# Mark Donovan (Fútbol Americano)
Mark Donovan (Pittsburgh, Pensilvania; 15 de febrero de 1966) es el presidente del equipo Kansas City Chiefs . Donovan nació en Pittsburgh, Pensilvania, y se graduó de la Universidad de Brown en 1988, donde fue quarterback y capitán del equipo. Completó 120 de 239 pases para 1777 yardas en la temporada de 1986 y 61 de 143 para 747 yardas en la temporada de 1987.
Firmó como agente libre con los New York Giants . De 1997 a 1999 fue director de ventas y marketing de la Liga Nacional de Hockey .
De 1999 a 2003 fue director ejecutivo de marketing y ventas de la Liga Nacional de Fútbol .
De 2003 a 2009 fue vicepresidente ejecutivo de operaciones de los Philadelphia Eagles, donde se encargaba de llevar eventos al Lincoln Financial Field .
Donovan se unió a los Chiefs en 2009 y se convirtió en director de operaciones . En enero de 2011, se convirtió en presidente de los Chiefs. En 2019, Donovan ganó su primer Super Bowl cuando los Chiefs derrotaron a los San Francisco 49ers 31-20 en el Super Bowl LIV .